# Kamienica Pod Czarnym Kozłem we Wrocławiu
Kamienica Pod Czarnym Kozłem – barokowa kamienica znajdująca się przy ul. Psie Budy 10 we Wrocławiu.

## Historia i opis architektoniczny

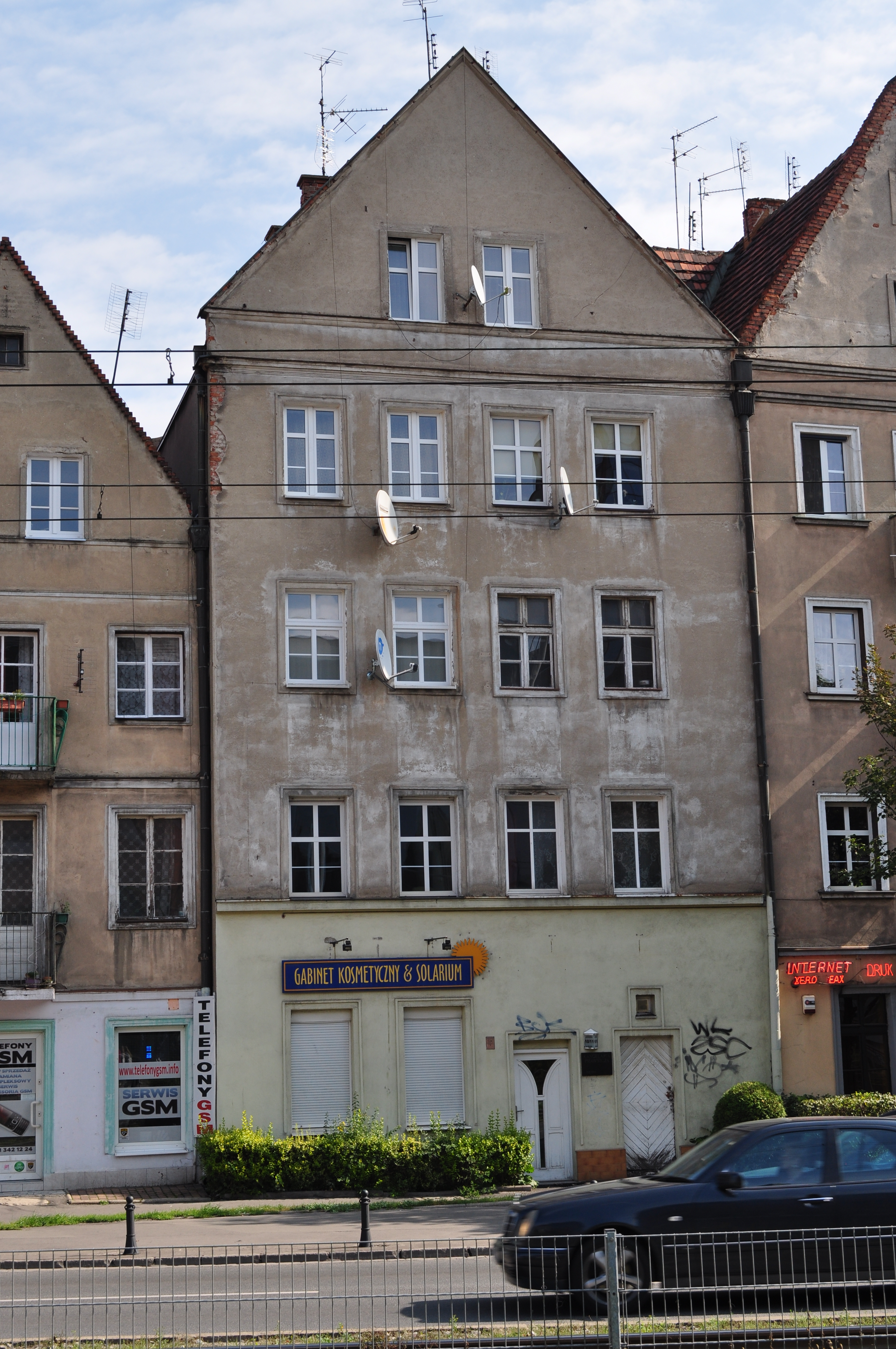
Widok kamienicy od ulicy Kazimierza Wielkiego

Kamienica murowana została wzniesiona w 1727 roku według projektu budowniczego Christopha Hacknera, autora m.in. projektu Pałacu Hatzfeldów we Wrocławiu. Była to czterokondygnacyjna kamienica szczytowa o trzyosiowej fasadzie z jednokondygnacyjnym szczytem otoczonym wolutowymi spływami, zakończona trójkątnym tympanonem. Pomiędzy trzecią a czwartą kondygnacją przebiegał gzyms kordonowy. Osie okien artykułowane były za pomocą wklęsłych płycin. Wokół okien umieszczono uszakowe opaski. W skrajnej prawej osi znajdował się portal z koszowo sklepionym otworem. Budynek był trójtraktowy: w trakcie środkowym znajdowały się zabiegowe schody oraz pomieszczenia gospodarcze, a w trakcie trzecim dwa pomieszczenia mieszkalne.
W XIX wieku kamienica uległa przebudowie. Zmniejszono okna na drugim piętrze oraz zlikwidowano portal i dotychczasowe otwory okienne, a w ich miejsce wstawiono sklepione odcinkowo dwa okna i portal. Przed 1939 rokiem kamienica miała jedno okno, drzwi prowadzące do lokalu na parterze i portal prowadzący do sieni.
W latach 20. XX wieku w kamienicy znajdowała się piwiarnia Truscha.

## Po 1945 roku
Po działaniach wojennych w 1945 roku kamienica została odbudowana w latach 1958–1961 według projektu Stanisława Koziczuka. Zmieniono wówczas układ wewnętrzny kamienicy, zachowując fasadę budynku z wyjątkiem tynkowych podziałów na wolutowych partiach szczytu. Wejście do budynku umieszczono w środkowej osi. W 2015 roku elewacja kamienicy została odremontowana; fasadzie nadano dawny barokowy wygląd.

## Kamienica w kulturze
Kamienica Pod Czarnym Kozłem jest wielokrotnie wymieniana w sadze Marka Krajewskiego jako miejsce często odwiedzane przez głównego bohatera Eberharda Mocka, radcy kryminalnego wrocławskiej policji. To tutaj, w knajpie Truscha (tzw. Spelunce u Gabi Zelt), radca robił interesy ze swoimi „mniej formalnymi” współpracownikami.